# Gianna Giachetti
Gianna Giachetti (Sesto Fiorentino, 24 luglio 1935) è un'attrice italiana.

## Biografia
Gianna Giachetti, nipote dell'attore Fosco Giachetti e sorella dello scrittore Romano Giachetti, è nata in provincia di Firenze e si è trasferita a Roma per frequentare i corsi di recitazione presso l'Accademia Nazionale d'Arte Drammatica, sino a diplomarsi nel 1957, quando ha incominciato a recitare in teatro e al cinema. Presente dalla fine degli anni cinquanta, negli sceneggiati.

## Filmografia

### Cinema
- La contessa azzurra, regia di Claudio Gora (1960)
- La viaccia, regia di Mauro Bolognini (1961)
- Albergo Roma, regia di Ugo Chiti (1996)
- Ritorno a casa Gori, regia di Alessandro Benvenuti (1996)
- Ovosodo, regia di Paolo Virzì (1997)
- Il signor Quindicipalle, regia di Francesco Nuti (1998)
- I volontari, regia di Domenico Costanzo (1998)
- Un tè con Mussolini, regia di Franco Zeffirelli (1999)
- Bagnomaria, regia di Giorgio Panariello (1999)
- Il cielo cade, regia di Andrea Frazzi (2000)
- 13dici a tavola, regia di Enrico Oldoini (2004)
- Io & Marilyn, regia di Leonardo Pieraccioni (2009)
- Copia conforme, regia di Abbas Kiarostami (2010)
- Matrimoni e altri disastri, regia di Nina Di Majo (2010)
- Nevermind, regia di Eros Puglielli (2018)
- Pare parecchio Parigi, regia di Leonardo Pieraccioni (2024)

### Televisione
- La signora dalle camelie, regia di Vittorio Cottafavi (1971)
- Il commissario De Vincenzi, regia di Mario Ferrero sceneggiato televisivo (1974)
- Don Milani - Il priore di Barbiana, regia di Antonio e Andrea Frazzi (1997)
- Commesse 2, regia di José María Sánchez (2002)
- Gino Bartali - L'intramontabile, regia di Alberto Negrin – miniserie TV (2006)
- Don Matteo – serie TV, 3 episodi (2002; 2006)

## Prosa televisiva Rai

Gianna Giachetti nello sceneggiato L'idiota del 1959

- Tessa la ninfa fedele, sceneggiato televisivo, regia di Mario Ferrero, trasmesso nel 1957.
- L'idiota, regia di Giacomo Vaccari, trasmesso nel 1959.
- Il costruttore Sollness, di Henrik Ibsen, regia di Mario Ferrero, trasmessa il 1º aprile 1960.
- Raccomandato di ferro, regia di Edmo Fenoglio, trasmessa il 26 febbraio 1962.
- Il marito della sua vedova, regia di Flaminio Bollini, trasmesso nel 1966
- I graditi ospiti, regia di Vito Molinari, trasmesso nel 1967
- I fuochi di San Giovanni, regia di Edmo Fenoglio, trasmesso nel 1967.
- Don Giovanni di Molière, regia di Vittorio Cottafavi, trasmessa il 5 maggio 1967.
- La casa in ordine di Arthur Wing Pinero, regia di Carlo Di Stefano, trasmessa il 21 maggio 1968.
- L'acqua cheta, regia di Alessandro Brissoni, trasmesso nel 1968.
- piccoli borghesi*regia di edmo Fenoglio trasmesso in Rai il 26 novembre 1968 (info di Christian V)
- Enrico IV, regia di Giorgio De Lullo, trasmesso nel 1979.

## Riconoscimenti
- Premio Ubu
  - 2005/2006 – Migliore attrice non protagonista per Il padre di August Strindberg